# Aznavour Italiano Volume 1
 (mars 2025).
Albums de Charles Aznavour
Aznavour Italiano Volume 2
(1963)
Aznavour Italiano Volume 1 est le 1er album studio italien de Charles Aznavour, il est sorti en 1963.
Cet album présente des réenregistrements des titres Devi Sapere (2e version) et L'amore e la guerra (2e version).

## Liste des chansons
| 1. | Vita mia (Ô toi la vie)                             | Charles Aznavour, Adapt. Sergio Bardotti                   | 02:22 |
| 2. | Rifugiati nel pianto (Viens au creux de mon épaule) | Charles Aznavour, Adapt. Giorgio Calabrese                 | 03:12 |
| 3. | For me... Formidabilmente (For me... Formidable)    | Jacques Plante, Charles Aznavour, Adapt. Giorgio Calabrese | 02:17 |
| 4. | Troppo tardi (Trop tard)                            | Charles Aznavour, Alex Alstone, Adapt. Sergio Bardotti     | 02:28 |
| 5. | Chi? (Qui ?)                                        | Charles Aznavour, Adapt. Giorgio Calabrese                 | 03:37 |
| 6. | Dammi i tuoi sedici anni (Donne tes seize ans)      | Charles Aznavour, Georges Garvarentz, Adapt. Mogol         | 02:20 |

| 7.  | Devi sapere (2e version) (Il faut savoir)               | Charles Aznavour, Adapt. Luciano Beretta                | 03:06 |
| 8.  | L'amore è come un giorno (L'amour c'est comme un jour)  | Yves Stéphane, Charles Aznavour, Adapt. Sergio Bardotti | 03:40 |
| 9.  | Non hai più (Tu n'as plus)                              | Charles Aznavour, Adapt. Giorgio Calabrese              | 03:11 |
| 10. | Buon anniversario (Bon anniversaire)                    | Charles Aznavour, Adapt. Giorgio Calabrese              | 04:06 |
| 11. | L'amore e la guerra (2e version) (L'amour et la guerre) | Bernard Dimey, Charles Aznavour, Adapt. Luciano Beretta | 02:33 |
| 12. | Per la vita (Sur ma vie)                                | Charles Aznavour, Adapt. Sergio Bardotti                | 02:30 |